# Carex oederi
Carex oederi é uma espécie de planta com flor pertencente à família Cyperaceae. 
A autoridade científica da espécie é Retz., tendo sido publicada em Florae Scandinaviae prodromus: enumerans plantas Sveciae, Lapponiae, Finlandiae et Pomeraniae ac Daniae, Norvegiae, Holsatiae, Islandiae Groenlandiaeque 179. 1779.

## Portugal
Trata-se de uma espécie presente no território português, nomeadamente os seguintes táxones infraespecíficos:
- Carex oederi subsp. pulchella - presente no Arquipélago dos Açores. Em termos de naturalidade é nativa da região atrás referida. Não se encontra protegida por legislação portuguesa ou da Comunidade Europeia.